# Махорка
Махо́рка (Nicotiána rústica) — однорічна рослина роду тютюн родини пасльонових.

## Етимологія словамахорка
В українській мові слово махорка — запозичення з російської мови. Російське слово махорка виводять від прикметника *амерфо́ртский, утвореного від назви нідерландського міста Амерсфорт (нід. Amersfoort). Утім, є інші версії походження слова.
Згідно зі «Словником Грінченка», щодо Nicotiána rústica традиційно вживалася назва «тютюн» або "бакун", у той час на позначення тютюну взагалі — «табак».

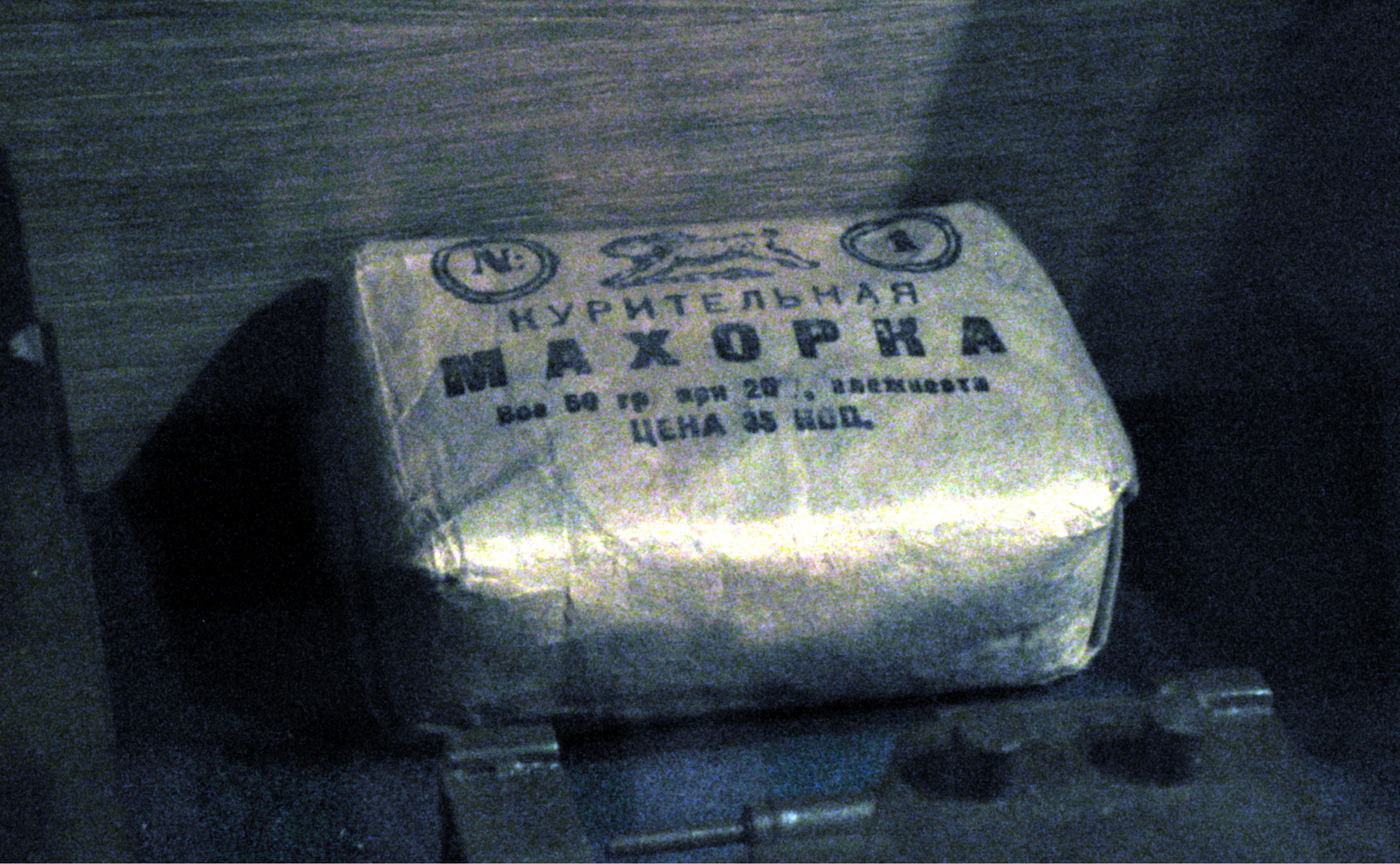
Пачка курильної махорки

## Таксономія
Уперше науковий опис махорки зробив шведський натураліст Карл Лінней у своїй двотомній праці «Species plantarum» 1753 року. У першому томі цього видання рослину класифіковано як Nicotiána rústica. Rusticus в перекладі з латинської мови — сільський, тобто лат. Nicotiána rústica, досл. «тютюн сільський», як зазначено у книзі, зокрема, походить з Америки, але на той час уже була поширена й в Європі.

### Синоніми
- Nicotiana andicola
- Nicotiana angustifolia
- Nicotiana pavonii
- Nicotiana texana

## Опис
Стебло пряме, округле або ребристе, розгалужене. Висота — 40—120 см. Листки овальні, округло-серцеподібні, зморшкуваті, містять нікотин та органічні кислоти (лимонну, яблучну тощо). Плід у формі коробочки.

## Поширення
Походить з Південної Америки. Махорка має певне сільськогосподарське значення. Це технічна культура, яку вирощують у Європі, зокрема в Україні, а також в Алжирі, Тунісі, Індії та ін.

## Використання
Махорку використовують для виготовлення курильного та нюхального тютюну, препаратів для боротьби зі шкідниками сільськогосподарських культур та тварин. З махорки також добувають нікотин (рослини містять 2—5 % нікотину та більше).